# Pseudosinella imparipunctata
Pseudosinella imparipunctata is een springstaartensoort uit de familie van de Entomobryidae. De wetenschappelijke naam van de soort is voor het eerst geldig gepubliceerd in 1953 door Gisin.